# Biserica „Adormirea Maicii Domnului” din Petrești
Biserica „Adormirea Maicii Domnului” este o biserică amplasată în Petrești, raionul Ungheni, Republica Moldova. Este un monument arhitectural de importanță națională inclus în Registrul monumentelor Republicii Moldova ocrotite de stat cu nr. 1675 (raionul Ungheni). Datează din 1884.